# Elektrownia Adamów
Elektrownia Adamów – nieczynna, zawodowa, konwencjonalna elektrownia cieplna o mocy osiąganej 600 MW, opalana węglem brunatnym wydobywanym przez Kopalnię Węgla Brunatnego Adamów. Elektrownia Adamów była jedną z czterech elektrowni wchodzących w skład Zespołu Elektrowni Pątnów-Adamów-Konin.
Oprócz produkcji energii elektrycznej Elektrownia Adamów dostarczała również energię cieplną dla części miasta Turek i do zakładów w pobliżu elektrowni. Ponadto dostarczała parę technologiczną do Zakładów Przemysłu Jedwabniczego „Miranda” w Turku. Ostatni działający blok numer 2 wyłączono 1 stycznia 2018 o godzinie 2:49, a produkcja ciepła i prądu została zakończona.

## Historia
Prace związane z budową elektrowni Adamów rozpoczęto we wrześniu 1960, a zakończono w marcu 1967. Budowa elektrowni (wyłączając sprawy wywłaszczeniowe i budowę zaplecza) przebiegała bardzo sprawnie. W lutym 1962 rozpoczęto wykopy pod budynek główny elektrowni, a synchronizacja pierwszego turbozespołu nastąpiła już w październiku 1964. Piąty, ostatni turbozespół uruchomiono we wrześniu 1966. Był to najkrótszy w tym czasie w Polsce cykl budowy elektrowni z blokiem o mocy ponad 100 MW. Łączny koszt tej inwestycji wyniósł 2 679 mln zł.
W 1989 roku KWB Adamów wydobyła 4494,5 tys. ton węgla, a odbiorca tego paliwa, którym była elektrownia Adamów, wyprodukowała w tymże roku 3032 GWh energii elektrycznej i 578 TJ energii cieplnej dla potrzeb miasta. W 1989 roku zatrudnienie w elektrowni wynosiło 1352 osoby, w tym 137 kobiet.
Na początku 2018 roku rozpoczęła się likwidacja elektrowni Adamów. Przyczyną likwidacji były wysokie koszty dostosowywania do norm emisji zanieczyszczeń przy jednoczesnym wyczerpywaniu się złóż węgla w Kopalni Adamów. Ostatni działający blok elektrowni wyłączono 1 stycznia 2018 roku o godzinie 2:49. Prace rozbiórkowe na terenie zakładu rozpoczęto w 2020 roku. Komin elektrowni został zburzony 17 grudnia 2020 roku o godzinie 12:04. 9 września 2022 roku odbyła się ostatnia detonacja na terenie elektrowni – rozbiórce uległ ostatni kocioł.
Dyrektorami elektrowni do początku lat 90. XX wieku byli: Jarosław Dobrek (1960–1966), Henryk Kiczka (1966–1968), Benedykt Olszewski (1968–1969), Zbigniew Świeca (1969–1974), Leszek Nowak (1974–1981), Stanisław Klapsa (1981–1986) oraz Jan Koniec (1986–1990).